# 雷纳托·维拉尔塔
雷纳托·维拉尔塔（義大利語：Renato Villalta，1955年2月3日—），意大利男子篮球运动员。他曾代表意大利获得1980年夏季奥运会篮球比赛男子银牌。他也参加了1984年夏季奥运会。